# رعب نفسي

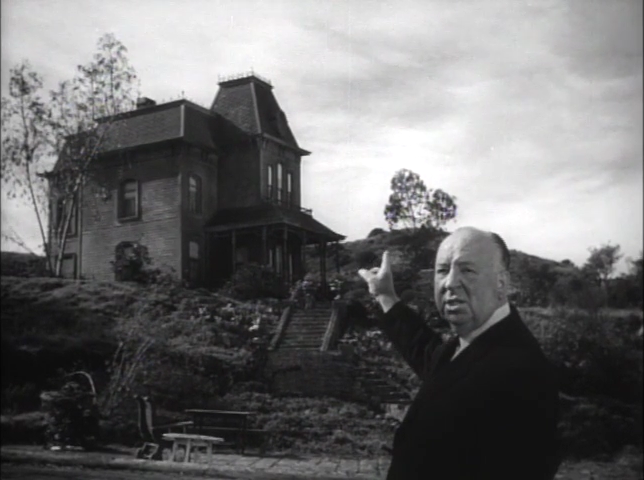

الرعب النفسي هو فرع لقصص الرعب، وأفلام الرعب، وألعاب الرعب الذي يعتمد على مخاوف الشخصيات وعدم الاستقرار العاطفي لبناء التوتر وعدم الاستقرار.

## الخصائص
الرعب النفسي يهدف لبناء الانزعاج النفسي عبر كشف نقاط ضعف ومخاوف شخصية أو عالمية والكشف عن النواحي المظلمة من النفس البشرية التي يحاول الكثير قمعها أو نفيها. ويشار إلى هذه الفكرة في علم النفس اليونغي بخصائص الظل التوراتية: الشك وعدم الثقة، والشك بالنفس، والارتياب من الآخرين، وأنفسهم والعالم. وهكذا، عناصر الرعب النفسي تركز على الصراع العقلي. تصبح هذه مهمة في الوقت الذي تواجه فيه الشخصيات الحالات الضارة، التي تشمل في بعض الأحيان الخارقة للطبيعة، الخلود، والمؤامرات. في حين جزء اخر من هذه الوسائل تظهر حالات خيالية مثل الهجوم من قبل وحوش، ويميل الرعب النفسي للحفاظ على وحوش خفية وإشراك حالات  ترتكز أكثر على الواقعية الفنية.
التقلب في الحبكة هو طريقة شائعة الاستعمال. الشخصيات تواجه عادة معارك داخلية مع رغبات اللاوعي مثل الشهوة العاطفية والرغبة في الانتقام. في المقابل، الأفلام التي تظهر عنف تصويري تركز على الشر الغريب الذي لا يمكن للمشاهد العادي ان يقربها إلى الواقع. في بعض الأحيان، الرعب النفسي وافلام الرعب التصويرية تتداخل، كما هو الحال في فيلم الرعب الفرنسي «التوتر العالي».

## الكتب
رواية سقوط بيت آشر للكاتب إدغار آلان بو تم نشرها في عام 1839، وأثرت بشكل كبير على الأدب الأمريكي تعد من أشهر هذه القصص. بالإضافة إلى العديد من القصص مثل:
فرانكشتاين من تأليف ماري شيلي
كارميلا – شريدان لي
اسطورة سليبي هولو – واشنطـن ايرفينــغ
دراكولا – برام ستوكر

## الأفلام
أفلام الرعب النفسية تختلف عن فيلم الرعب التقليدي، حيث مصدر الخوف هو عادة شيء مادي، مثل المخلوقات، الوحوش أو المخلوقات الفضائية، فضلا عن افلام العنف التصويري، الذي يستمد تأثيره من عنف الرسوم البيانية، وهذا التوتر بُنِيَ من خلال الجو العام والأصوات المخيفة واستغلال المخاوف النفسية للمشاهد.
فيلم "الحاسة السادسة"، صَدر في سنة 1999، يحكي قصة ولد صغير لديه القدرة على رؤية أرواح الموتى، ويعد من أكثر الأفلام رعباً. ومن أشهر الأفلام الأخرى:
- سايلنت هيل
- سلسة أفلام الشر المميت

- المخلوق الفضائي
- البرق
- Repulsion[بحاجة لمصدر]

## ألعاب الفيديو
في حين تستند أنواع ألعاب الفيديو على طريقة اللعب، يستخدم الرعب النفسي في السرد في بعض ألعاب الفيديو. بعض ألعاب الرعب المميزة ولدت بسبب استخدام الرعب النفسي كوسيلة اساسية لخلق الخوف، وأهم هذه الألعاب سايلنت هيل، بالإضافة إلى ألعاب رعب أخرى مميزة مثل اوت لاست، وذا ايفيل ويذين، ولون سورفايفر وكراي أوف فير.